# Peter Kuniholm
Peter Kuniholm vagy Peter Ian Kuniholm (?, 1937 –) dendrológus, a Cornell Egyetem kutató professzora. Fő kutatási területe az Égei-tenger/Közel-Kelet/Balkán dendrokronológiája, a Földközi-tenger keleti részének régészete, az anatóliai és görög vaskorszak, görög numizmatika.

## Munkássága
Peter Kuniholm egyszemélyes PhD-ként indította el az Aegean Dendrochronology Projectet disszertáció kutatási projektjével 1973-ban az Ankarai Múzeum alagsorában. Ő alapította meg a Cornell Dendro labort is, amikor 1976-ban megérkezett a Cornell Egyetemre, ezzel új területet teremtve: a Földközi-tenger és a Közel-Kelet régészeti dendrokronológiáját. 
Munkásságával számos területen változtatta meg a szemléletet és a gondolkodást.
Peter Kuniholm munkásságát a vaskori tűlevelűek tanulmányozásával kezdte Prűgiában és az anatóliai hegyvidéken. Munkája jelenleg[pontosabban?] a Földköz-tenger keleti részén elterülő számos fafajhoz tartozó fagyűrűk kronológiájának felépítésétől a Kau-ból[pontosabban?] áll: Grúzia peremétől kezdve Olaszországig, a ciprusi Torosz-hegységtől az észak-libanoni cédrusokig, a volt Jugoszlávián keresztül Bulgária egyes részeiig, magába foglalva egész Törökországot, Görögországot és Krétát is.

## Tanulmányai
- Brown University, AB, angol (1958)
- Vanderbilt Egyetem, AM, angol (1963)
- Pennsylvaniai Egyetem, PhD, klasszikus régészet (1977)